# Muskego
Muskego é uma cidade localizada no estado norte-americano de Wisconsin, no Condado de Waukesha.

## Demografia
Segundo o censo norte-americano de 2000, a sua população era de 21.397 habitantes.
Em 2006, foi estimada uma população de 22.760, um aumento de 1363 (6.4%).

## Geografia
De acordo com o United States Census Bureau tem uma área de
93,0 km², dos quais 80,9 km² cobertos por terra e 12,1 km² cobertos por água. Muskego localiza-se a aproximadamente 306 m acima do nível do mar.

## Localidades na vizinhança
O diagrama seguinte representa as localidades num raio de 12 km ao redor de Muskego.